# Keizer Karelpark
Keizer Karelpark is een wijk in de Noord-Hollandse stad Amstelveen. De wijk is onderverdeeld in Keizer Karelpark West en Keizer Karelpark Oost die worden gescheiden door de belangrijkste doorgaande ontsluitingsweg de Van der Hooplaan. In het noorden wordt de wijk begrensd door de autosnelweg A9 in het oosten en zuiden de Beneluxbaan en in het westen door de Handweg. 
De wijk is gelegen ten zuiden van het Stadshart en de A9 en de bouw begon rond 1960 in het toen snelgroeiende Amstelveen, toen nog gemeente Nieuwer-Amstel. De wijk kent hoofdzakelijk middelhoogbouw maar ook laagbouw.  De afgelopen vijf jaar zijn een aantal nieuwbouwvoorzieningen tot stand gekomen waaronder ook maatschappelijke voorzieningen. In de wijk bevinden zich verder een aantal bijzondere gebouwen zoals scholen en kerken met ruime terreinen eromheen. Ten zuiden van de Sportlaan bevinden zich de internationale school en sportcomplexen waaronder een zwembad.
Alhoewel het Keizer Karelpark geen park is bezit de wijk veel groen waaronder forse groensingels met waterpartijen die de wijk opdelen in verschillende woonbuurten. Ook elders in de wijk zijn veel andere groene plekken aanwezig.  
Over de van der Hooplaan lopen drie buslijnen van Connexxion.   
De straatnamen in de wijk zijn vernoemd naar bomen en vruchten behalve de doorgaande wegen. 
De wijk is evenals de nabijgelegen Keizer Karelweg vernoemd naar Keizer Karel V.